# Ignác Alpár
Ignác Alpár (Budapest, 17 gennaio 1855 – Zurigo, 27 aprile 1928) è stato un architetto ungherese.
Da giovane studente studiava a Berlino, poi si inserisce nell'eclettismo ungherese del XIX secolo e diventava professore universitario.

## Galleria d'immagini

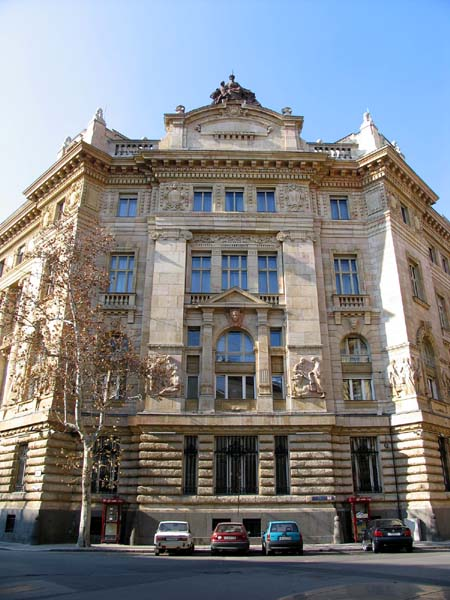
Banca nazionale d'Ungheria, 1902–1905
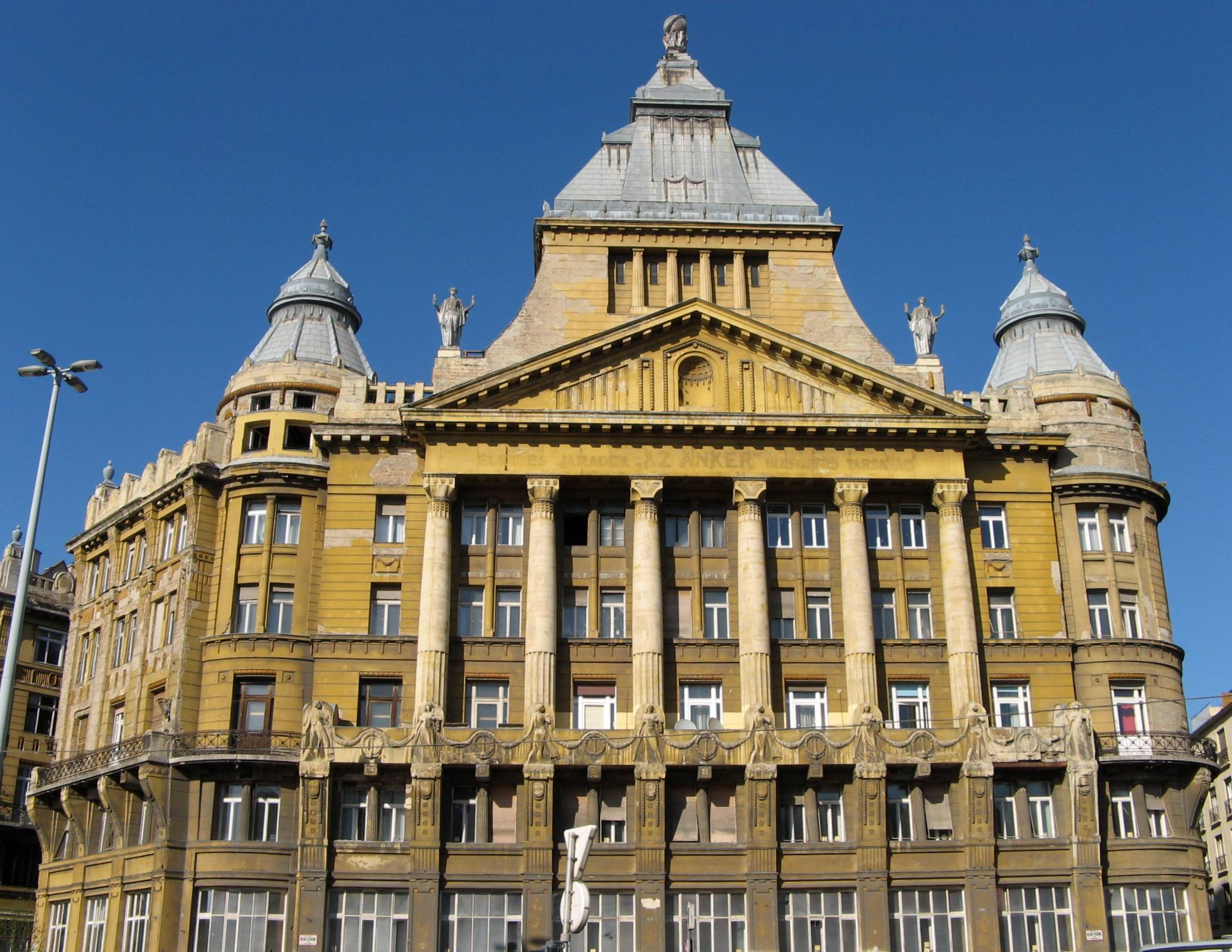
Palazzo Anker, Budapest, 1910
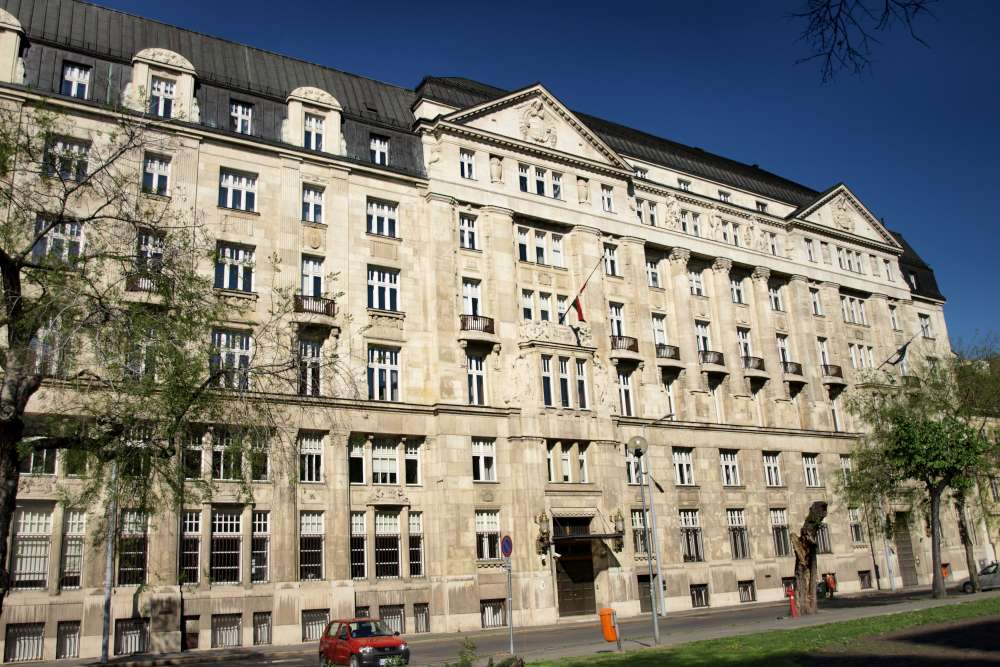
Ministero ungherese delle finanze
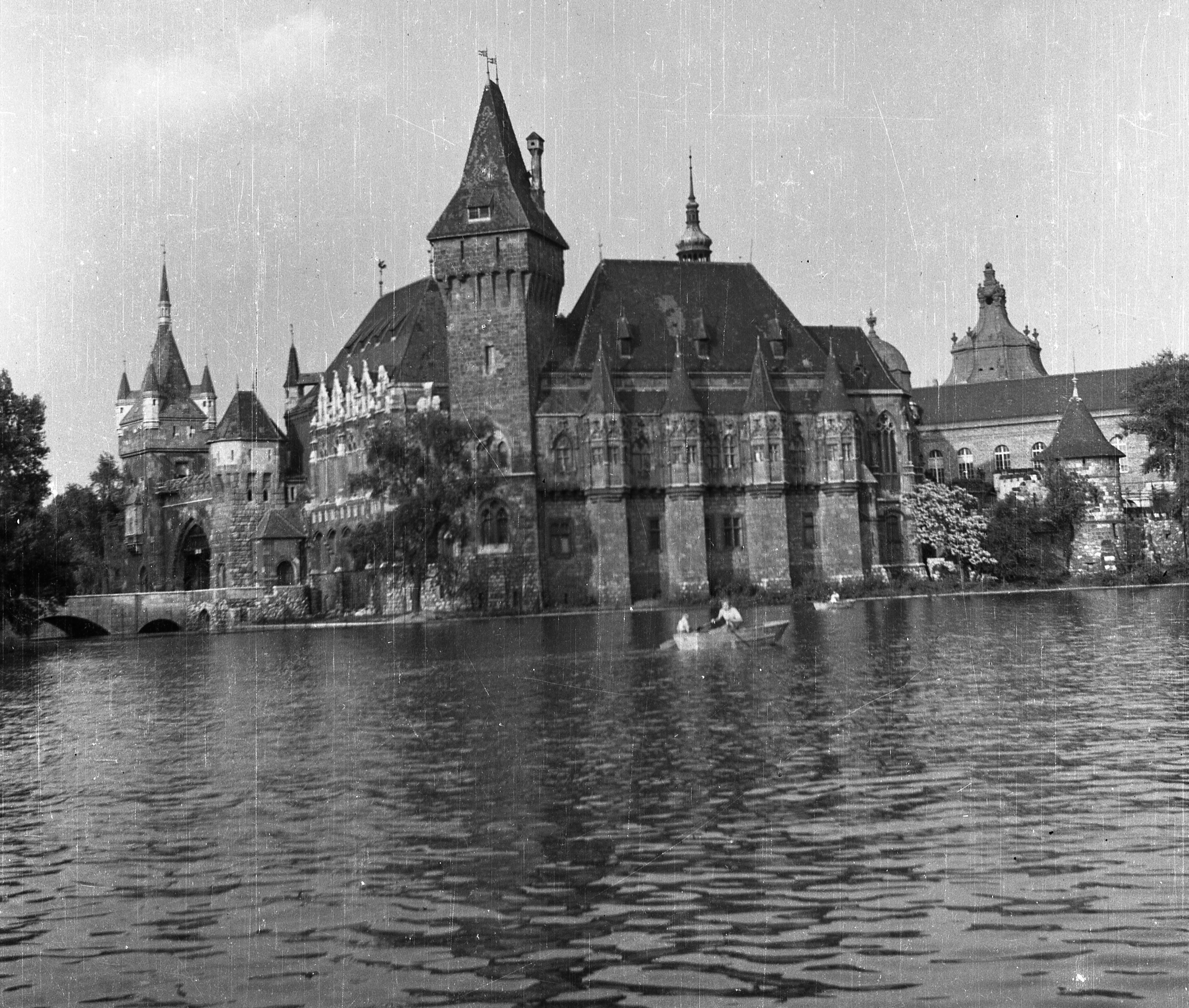
Castello Vajdahunyad a Budapest
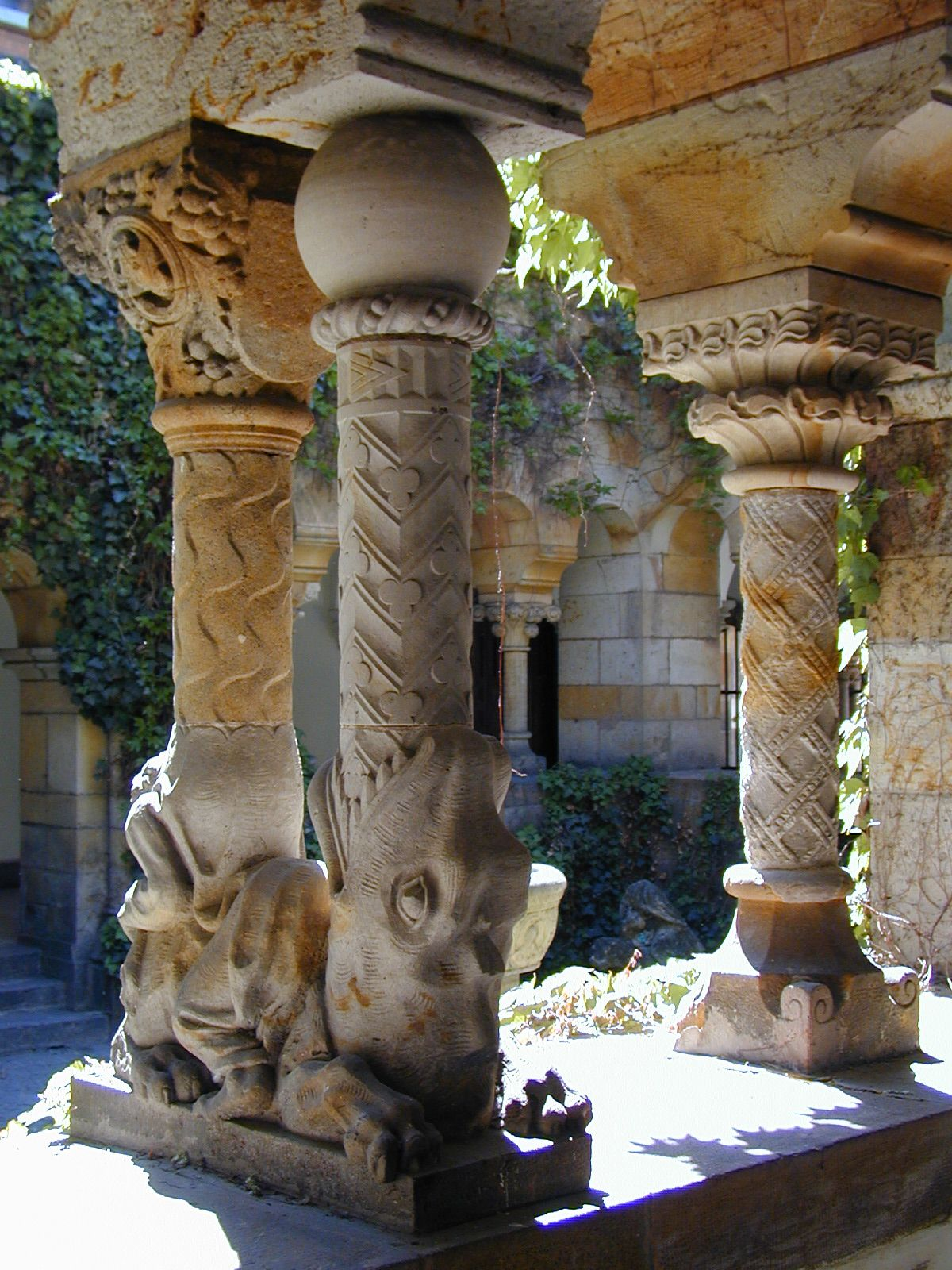
Chiostro del castello Vajdahunyad
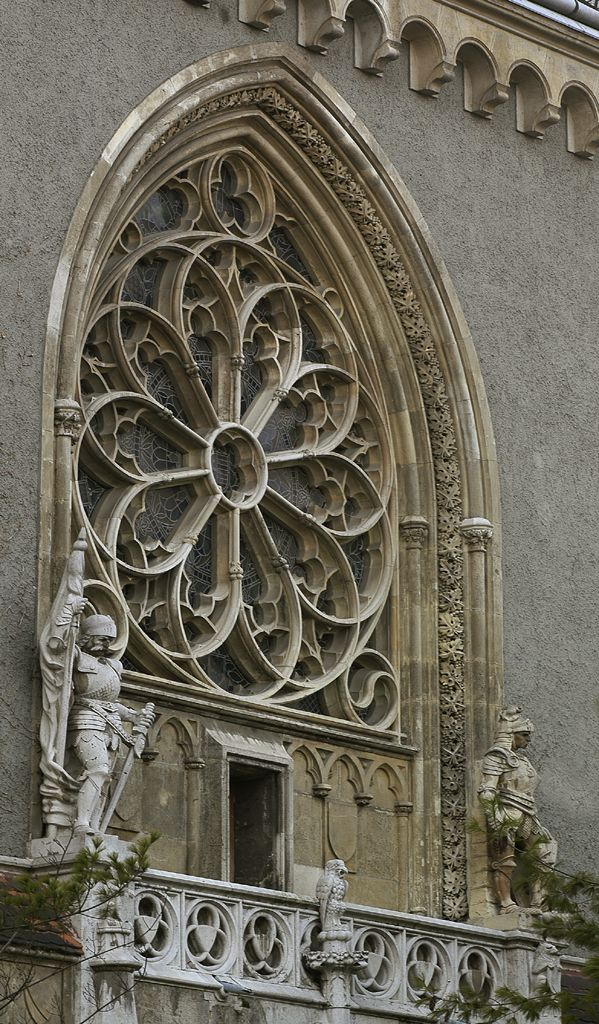
Rosone del castello Vajdahunyad
Vecchio palazzo della borsa di Budapest, 1914